# Артур Гендерсон
Артур Гендерсон (англ. Arthur Henderson; 13 вересня 1863, Глазго, Шотландія — 20 жовтня 1935, Лондон, Англія) — лідер Лейбористської партії Великої Британії.

## Біографія
Народився в сім'ї текстильного робітника. Батько помер, коли йому було 10 років. Працював ливарником. Приєднався до методистської церкви, став методистських проповідником. З 1892 року — співробітник профспілки ливарників. У 1888 році Гендерсон одружився з Елеонорою Вотсон. У сім'ї народилися дочка і троє синів, старший з них був убитий під час Першої світової війни.
У 1900 році був одним із засновників комісії представництва праці, яка стала основою створеної у 1903 році Робітничої (Лейбористської) партії. У 1903 був обраний до парламенту Великої Британії і переобирався туди від різних виборчих округів до своєї смерті у 1935.
У 1911–1934 секретар Лейбористської партії.
У період Першої світової війни, у 1915–1917, Гендерсон входив до уряду Асквіта і Ллойда Джорджа, як міністр без портфеля, виступав за «війну до переможного кінця».
Після Лютневої революції 1917 приїжджав до Росії, вів переговори з Тимчасовим урядом і Петроградським радою.
Після закінчення Першої світової підтримував створення Ліги Націй. У 1924 році міністр внутрішніх справ у першому лейбористському кабінеті Макдональда; у 1929–1931 міністр закордонних справ у 2-му кабінеті Макдональда, який у 1929 відновив дипломатичні відносини з СРСР, розірвані Великою Британією у 1927. У 1932–1933 голова Міжнародної конференції з роззброєння. Лауреат Нобелівської премії миру 1934 року.